# Église Saint-Laurent de Boussay
Pour les articles homonymes, voir Église Saint-Laurent.
L'église Saint-Laurent de Boussay est une église paroissiale affectée au culte catholique dans la commune française de Boussay, dans le département d'Indre-et-Loire.

## Localisation
L'église de Boussay se trouve dans le centre du chef-lieu communal. Le pignon de sa nef est orienté vers le nord-ouest tandis que son chevet pointe vers le sud-est.

## Histoire
Si l'existence d'une église à Boussay est attestée au XIe siècle, les parties les plus anciennes de l'édifice actuel remontent à la fin du XIIe ou au début du XIIIe siècle.
Une importante campagne de modifications se déroule au XVe siècle avec la reconstruction de la nef, la modification des baies et l'édification de chapelles,.
La nef est restaurée et agrandie (ajout d'une travée surmontée d'un clocher) à partir de 1852.
L'église est inscrite comme monument historique par arrêté du 18 août 2005.

## Description

### Architecture
L'église se compose d'une nef unique prolongée par un chœur terminé par un chevet plat. Sa première travée occidentale, percé du portail d'entrée, est surmontée du clocher. Une chapelle seigneuriale funéraire (famille de Menou) s'ouvre au nord à la fois dans la nef et le chœur.
Une tribune surmonte l'entrée de la nef, dont les fausses voûtes en plâtre datent du XIXe siècle ; cette nef est éclairée par de grandes baies gothiques.
Le chœur est couvert de voûtes de style gothique de l'Ouest.
La chapelle se compose de trois travées dont deux donnent dans la nef et la troisième dans le chœur ; elle est voûtée en croisée d'ogives.

### Mobilier et décor
Un tabernacle du XVIIIe siècle en bois restauré au siècle suivant et deux tableaux (copie du David jouant de la harpe par Le Dominiquin et Ecce Homo, d'après la toile d'Andrea Solari) sont inscrits comme objets protégés.

## Pour en savoir plus